# Henar Álvarez
Henar Álvarez Díaz (Madrid, 15 de septiembre de 1984) es una guionista, cómica, actriz, directora y presentadora de televisión española. Creadora de los pódcast Dos rubias muy legales y El Olimpo de las diosas, copresenta el programa de radio Buenismo bien y colabora en Estirando el chicle. También fue guionista y colaboradora de Las que faltaban en #0, y actualmente presenta Al cielo con ella en La 2 de RTVE.

## Trayectoria
Estudió Comunicación Audiovisual en la Universidad Rey Juan Carlos (URJC), donde se licenció en 2007. Realizó un máster en Comunicación Integral en la Universidad de Alcalá, que finalizó en 2009. 
En 2013 presentó el programa Días de cine de La 2 de Televisión Española (TVE),tras la salida de Cayetana Guillén Cuervo en 2011 y sin que hubiera sido sustituida en esos años. Al terminar la temporada de emisión en 2014, Álvarez fue sustituida por la periodista de TVE Elena S. Sánchez.
En 2014, Álvarez y su equipo de blogueros ganaron los X Premios Bitácoras por La culpa es del script, al mejor blog de cine y televisión. Este galardón, que concede anualmente RTVE desde 2003 junto a La Casa Encendida, ADman Media, ALSA, ESET, Repsol y Guía Repsol, HotelsCombined, interQué, Strato y AgoraNews, reconoce a los principales autores hispanos de blogs en diferentes categorías.
En verano de 2018, Álvarez dirigió y presentó junto a la directora de cine Leticia Dolera y a la humorista Pilar de Francisco el programa feminista Tramas maestras en la Cadena SER que analizaba la figura de la mujer como objeto de deseo dentro de la industria cinematográfica. Un espacio en el que aprender sobre “la influencia del cine y las series en el relato social desde el humor y la perspectiva de género”. El primer programa, que se pudo escuchar y ver por streaming el 8 de junio de 2018, se viralizó y consiguió en pocas horas más de 20.000 reproducciones en YouTube.
Desde junio de 2018, es presentadora del programa de radio Buenismo Bien (Cadena SER) junto con el actor Manuel Burque y el periodista Quique Peinado. Fue guionista de Las que faltaban que se emitió en #0 de Movistar+ en 2019. También lo fue de Hoy por hoy hasta marzo de 2019 y del programa Likes (Movisar+) donde conducía la sección 'FeminaCine' sobre los estereotipos de la mujer en la historia del cine. Y hasta marzo de 2019 fue columnista en  El Confidencial, donde también tenía el blog feminista Con dos ovarios, en la sección de estilo Vanitatis.
En marzo de 2019, debutó como monologuista en  Late motiv (Movistar+) programa de Andreu Buenafuente, por la que recibió buenas críticas de Bob Pop, Quique Peinado o Leticia Dolera, y cuyo vídeo se viralizó haciendo de Álvarez una de las voces más visibles del humor femenino en España. En agosto de ese mismo año, protagonizó un spot para IKEA junto al, también tuitero, Óscar Broc, en el que ambos hacen spoiler de algunas de las páginas  del catálogo que se acababa de lanzar.
En 2020, Álvarez publicó, junto a la ilustradora Ana Müshell, una novela gráfica titulada La mala leche, en la que se aborda la maternidad y la sexualidad desde una perspectiva feminista. El 17 de noviembre, el mismo día en el que el libro salía a la venta, Secuoya Studios anunció que había adquirido los derechos del cómic para llevarlo a una serie de capítulos de media hora.
En otoño de 2021 debutó como presentadora de Esto es un late, el primer programa nocturno del canal de Twitch de Amazon Prime Video. 
Compaginandolo con su colaboración en los podcasts Buenismo Bien y Estirando el Chicle, creó con el suyo propio, 2 Rubias muy Legales junto a Raquel Córcoles, y El Olimpo de las Diosas (2023) con la divulgadora Judith Tiral.  
Desde octubre de 2023, colabora en el programa Late Xou, de Marc Giró (La 2)  y en noviembre de 2024, RTVE anuncia el programa que presentará y codirigirá Henar, Al cielo con ella. Un espacio de entrevistas con formato de late show y un tono gamberro para la plataforma on line RTVE PLay. De Producciones El Barrio. Con como colaboradores Victoria Martín, Ana Morgade, Bianca Kovacs y Tomás Fuentes 

## Obra
- 2020 – La mala leche. Junto a la ilustradora Ana Müshell. Editorial Planeta. ISBN 9788408234562.
- 2024 – Ansia. Editorial Planeta. ISBN 9788408284666.